# Carex goligongshanensis
Carex goligongshanensis är en halvgräsart som beskrevs av Pei Chun Qiong Li. Carex goligongshanensis ingår i släktet starrar, och familjen halvgräs. Inga underarter finns listade i Catalogue of Life.